# Hortensio Félix Paravicino
Hortensio Félix Paravicino y Arteaga (12. oktober 1580 – 12. december 1633) var en spansk prædikant og digter. Han blev født i Madrid, uddannet på et jesuitterkollegie i Ocafra og blev 18. april 1600 trinitarier.
En prædiken for Filip 3. i Salamanca i 1605 gjorde folk opmærksomme på Paravicino; han nåede høje poster indenfor sin orden, og blev pålagt vigtige udlandsmissioner, blev kongelig prædikant i 1616 og ved Filip 3.'s død i 1621 holdt han en berømt begravelsestale, som skabte en del kontroverser.